# Cuire-la-Croix-Rousse
Ancienne commune du Rhône, la commune de Cuire-la-Croix-Rousse a été divisée en 1797. Cuire a été rattaché à Caluire pour donner naissance à Caluire-et-Cuire. Un peu plus tard, en 1852, la Croix-Rousse est devenue un quartier de Lyon. 

## Histoire
En 1455, le plateau de la Croix-Rousse (composée de quelques masures) fait partie de Cuire qui est une paroisse du Franc-Lyonnais.
En février 1788, conformément à l'édit de 1787, la communauté de Cuire-la-Croix-Rousse, qui comprend alors 711 familles, procède à l'élection de sa première municipalité.
Le 14 décembre 1789, un décret de l'Assemblée constituante autorise les bourgs et les villages à se constituer en municipalités. Ce sera l'occasion d'un conflit entre les habitants de Cuire, resté très rural, et ceux de la Croix-Rousse aux mœurs plus citadines. 
Cuire-la-Croix-Rousse compte alors 4 000 habitants.
Le 1er février 1790, les habitants de Cuire se réunissent pour élire le Conseil municipal. Louis Ruby est désigné maire.
Mais la Croix-Rousse ayant pris de l'importance, ses habitants souhaitent prendre la direction de la nouvelle commune. Quelques jours plus tard, les habitants de la Croix-Rousse se réunissent à leur tour pour élire leur Conseil municipal.
Le 14 novembre 1790, le conseil de Cuire demande son rattachement à la commune de Caluire. Mais rien n'officialise pourtant cette union.
En 1793 (voir Soulèvement de Lyon contre la Convention nationale), la commune, qui est toujours Cuire-la-Croix-Rousse, se range aux côtés de Lyon contre la Convention. À la suite de ces évènements, le 14 novembre 1793, la commune est débaptisée pour être renommée : commune Chalier (elle reprendra son nom en 1795).
En 1797, le Conseil des Cinq-Cents décrète enfin le rattachement de Cuire à Caluire (loi du 5 mai 1797).
De son côté, la commune de la Croix-Rousse est créée par un arrêté du gouvernement consulaire en date du 22 octobre 1802. Elle compte alors 4 500 habitants. En 1818, elle est élevée au rang de ville.
Une ordonnance royale du 26 octobre 1832 érige les quartiers de Serin et Saint-Clair en communes indépendantes. Mais en 1834, Serin et Saint-Clair sont de nouveau réunis à la commune de la Croix-Rousse. 
En 1852, la Croix-Rousse, qui compte désormais 30 000 habitants, est rattachée à Lyon (décret impérial du 24 mars 1852).